# Gösta Funke
Gösta Werner Funke, född den 27 oktober 1906 i Stockholm, död 1991, var en svensk fysiker och forskningschef.

## Biografi
Funke blev filosofie doktor 1937 på en avhandling inom atom- och molekylspektroskopins område hos fysikprofessorn Eric Hulthén, och blev samma år docent vid Stockholms högskola. Han undervisade som lektor i matematik och fysik på gymnasieskolan (Högre allmänna läroverket) i Bromma 1942–1955.

### Statens Naturvetenskapliga Forskningsråd
1944 utsågs Funke som sekreterare i den statliga utredningen Naturvetenskapliga forskningskommittén, som hade som uppdrag att "avgiva förslag rörande åtgärder för främjande av matematisk-naturvetenskaplig forskning jämte därmed sammanhängande frågor". Utredningen avrapporterade i betänkandena SOU 1945:48 och 1946:77 vilket bland annat ledde fram till bildandet av Statens Naturvetenskapliga Forskningsråd 1946 där Funke blev sekreterare - en roll han innehade ända till sin pensionering 1972. Han  var kritisk till uppsplittring av forskningsresurser och arbetade aktivt för breda och internationella samarbeten för att få en effektiv planering av dyrbara vetenskapliga storprojekt. I linje med detta kom han att spela en betydelsefull roll inom samordning av forskningsinsatser. Bredvid sitt engagemang inom nordiskt forskningssamarbete intresserade han sig speciellt för förbindelserna med Frankrike, som hade, kanske till viss del beroende på en språkbarriär, blivit försummade inom svenska forskarvärlden trots fransmännens tydliga forskningsframgångar.
Funke bidrog till bildandet av de europeiska forskningsorganisationerna CERN (för partikelfysik) och ESO (för astronomi). Han var svensk delegat i båda organisationerna och ordförande i deras styrelser under 1967–1969, respektive 1966–1968. Han var vidare svensk delegat i NORDITA (för atomforskning), samt bidrog till skapandet av europeiska molekylärbiologiska laboratoriet EMBL.

### Atomkommittén, Statens råd för atomforskning
Efter atombombssprängningarna i Japan 1945 startades omedelbart efter krigsslutet i Sverige på dåvarande ecklesiastikminister Tage Erlanders initiativ Atomkommittén under ordförandeskap av landshövdingen Malte Jacobsson och med Gösta Funke som sekreterare. Han kom därefter att fram till sin pensionering 1972 spela en stor roll inom den statliga administrationen av den svenska grundläggande atomforskningen, omfattande främst kärn- och partikelfysik, kärnkemi och strålskyddsforskning. Atomkomittén upphörde 1959 och ersattes av Statens råd för atomforskning, alltjämt med Funke som sekreterare. Speciellt engagerade han sig för uppbyggnaden av den europeiska samarbetsorganisationen för kärnfysikforskning CERN i Genève. Han tog fram planer för hur de stora forskningsacceleratorerna vid de svenska fysikinstitutionerna skulle kunna förnyas och kompletteras, och vinnlade sig om att genom samordning möjliggöra tillskapande och effektivt utnyttjande av storskaliga och dyrbara forskningsresurser.

### Forskning och samhälle
Funke hade ett stort engagemang i att sprida forskningens resultat i samhället genom förbindelser mellan teknologi och samhälle, men också i arbetet med att skydda människor från skadliga effekter av modern teknik. I denna anda gjorde han insatser för att initiera forskning inom områden som trafiksäkerhet, tobaksröksfaran, kriminalteknik och produktprovning. För att nå ut med rönen lade han fram förslag till en tidskrift som blev Forskning & Framsteg.

#### Engagemang mot tobaksrökning
Speciellt kom Funke att engagera sig i att sprida kunskaper om farorna med tobaksrökning, och var ordförande i Nationalföreningen för upplysning om tobakens skadeverkningar 1964–1972. I samband med att Svenska Dagbladet 2018 uppmärksammade "Under strecket":s 100-årsjubileum återpublicerades en "understreckare" av Gösta W Funke från 1969 med titeln "Antirökpropaganda i USA och Sverige".

## Utmärkelser
- 1968 - ledamot av Kungliga Ingenjörsvetenskapsakademien
- 1973 - mottagare av Wargentinmedaljen från Kungliga Vetenskapsakademien med motiveringen "för hans insatser i forskningsrådens tjänst under mer än ett kvartssekel, varigenom han i utomordentligt hög grad främjat svensk naturvetenskaplig forskning och internationellt samarbete, ej minst inom grundläggande fysikalisk forskning, rymdforskning och astronomi"[9]